# 逆襲ザコシのチョゲチョゲPARK
AuDee presents 逆襲ザコシのチョゲチョゲPARK（オーディープレゼンツ ぎゃくしゅうザコシのチョゲチョゲパーク）は、AuDee（2020年7月27日まではJFN PARK）にて2020年3月27日から配信されているインターネットラジオ番組。略称は「チョゲパ」。
JFN PARK presents 逆襲ザコシのチョゲチョゲPARK（ジェイエフエヌパークプレゼンツ ぎゃくしゅうザコシのチョゲチョゲパーク）のタイトルでスタートし、配信プラットフォーム名が「AuDee」に変更されたSeason2第14回以降、上記のタイトルに改題。

## 概要
お笑い芸人のハリウッドザコシショウがメインパーソナリティを務めるトーク番組。ザコシショウのほか、「ハリウッド軍団」のメンバーをはじめとする彼ゆかりの芸人・タレントなどがアシスタントとして毎週出演する。過去分の配信音声は原則アーカイブ化されている（一部例外あり）。
「プレ放送」と題したSeason1を4回放送したあと、好評のためSeason2からレギュラー化された。
放送禁止用語や不穏な固有名詞が遠慮なく飛び交うトークが特徴で、その際には銃声のように聞こえる独特の自主規制音が流される。この自主規制音が連発する回は「銃撃戦」と称される。
音声番組の例に漏れず、本番組のヘビーリスナーにも「便所虫（べんじょむし）」という特有の通称がある。もとはレギュラーアシスタントのひとり、桐野安生の公式YouTubeやTwitterなどに寄せられる苦言や暴言の主を、桐野自身が指す際に思わず口走った（と、ザコシショウに暴露された）ものだったが、同じようなフォーマットのメッセージが本番組にも多数寄せられ、番組を彩る重要な要素となったことから、リスナーもそう総称することにしたものである。
後述のコーナーを含め、リスナーからのメッセージを、公式メッセージ投稿フォームで募集している。投稿フォーム開設までは、Twitterのハッシュタグ機能およびダイレクトメッセージ機能で募集していた。

## 放送時間
Season1
- 2020年3月27日 - 2020年4月17日：毎週金曜日 17:00から配信

Season2
- 2020年5月29日 - ：毎週金曜日 17:00から配信
  - （スピンオフ配信 2020年7月12日 - ：毎週土曜日 17:00から配信）

## ノベルティ
「いいメッセージ」の採用者、各コーナー（後述）の優秀者、クイズ（後述）の正解者のそれぞれ抽選1名へ、番組ノベルティグッズ「チョゲチョゲステッカー」が送付される。

## レギュラーコーナー
フリートークが中心だが、番組後半にて以下の週替わりコーナーが1～3本立てで設けられる（放送回によってはすべて休止する場合もある）。ゲストアシスタントにちなむコーナーは原則としてそのアシスタント出演回に実施される。回の構成によって後述のスピンオフ配信に回る場合がある。

### 各回共通の実施コーナー
- リスナーメッセージ（ふつおた）のコーナー[6]
- チョゲチョゲベスト3 
  - アシスタントが自分でランキングを付けたエピソードを語るコーナー。#1から開始。
- 嫌な気持ち川柳[6]
  - 思わず「嫌な気持ち」になる川柳をリスナーから募り、「今週のトップ賞」を選ぶ。#21から開始。
- リスナーは見た
  - レギュラーアシスタントに関するリスナーからの情報をザコシショウが紹介し、コーナーの最後に「お咎めなし」「厳重注意」「卒業」のいずれかの評価を下す。#60から開始。同コーナーが編成されない回でも、通常のメッセージ紹介枠で同趣旨の情報が「チクリ」として紹介されることがある。
- どっちのチョゲチョゲSHOW!
  - #135配信終了後、下記「究極の嫌な選択」に代わって募集が開始され、#144で開始。強力な低周波治療器が仕掛けられたゲストアシスタント2人が、投稿に基づく2択の「究極の選択」を複数回ディベートし、ザコシショウの判定で敗者の側のスイッチが入れられる（ただしコーナー初回では「判定不能」として、両者のスイッチが入れられる事態が連発した）。最もよい議題を投稿したリスナーがプレゼントの対象となる。

### アシスタントのフィーチャーコーナー
- 尿道-1 GP[6]
  - レギュラーアシスタントのひとり、ゆっくんちゃんの「尿道に入れてほしい○○」を募る大喜利コーナー。ザコシショウがネタを読み、ゆっくんちゃんが採点を行い、1位を決定する。「敗者復活枠」と称し、ザコシショウおよび、もう1人のアシスタントによるネタも読まれる場合がある。#21でザコシショウにより突如発案され、#25から開始。
- 桐野への説教[12]
  - レギュラーアシスタントのひとり、桐野安生への「説教」を募るコーナー。ザコシショウが「説教」を読み、桐野が最もダメージを受けた「説教」を選出する。もう1人のアシスタントに対する「説教」も読まれる場合がある。#25配信終了後、公式Twitterで告知され、#31から開始。
- 松本りんすの「ええやん!あかんやん!」[13]
  - 軍団一の「いやしさ」を自他ともに認めるレギュラーアシスタントのひとり、だーりんず・松本りんすが「ええやん!」「あかんやん!」とツッコミを入れるワードを募るコーナー。ザコシショウがネタを読み、りんすが「ええやん大賞」を決定する。#30の「チョゲチョゲベスト3」でのりんすのトークが膨らみ、エンディングでフォーマットが固まって募集告知され、#33から開始。
- ジャック豆山の変換! はちゃちゃちゃちゃ～[14]
  - レギュラーアシスタントのひとり、ジャック豆山があらゆる言葉を自身のギャグ「はちゃちゃちゃちゃ～」に変換するコーナー。#66でのトーク中にフォーマットが固まって募集が告知され、#70から開始。

### 終了または休止中のコーナー
- しょんぼりさん、いらっしゃい![15]
  - 「しょんぼり」したエピソードを募るコーナー。#46配信直前に公式Twitterで告知され、#49から開始。#90頃から公式投稿フォームでの募集が行われていない。
- ほしのさとし苦情処理センター[16]
  - ほしのさとしがアシスタントで出演した#27の本編中にザコシショウにより募集開始が発表され、次のほしの出演回である#37で行われたコーナー。ほしのが番組に届いた各種の「苦情」を処理する。ザコシショウがネタを読み、ほしのが「いい苦情」を決定する。#70頃から公式投稿フォームでの募集が行われていない[7]。
- 究極の嫌な選択[17]
  - ゆっくんちゃんに選ばせる2つの「嫌な気持ちになるもの」を募る大喜利コーナー。「敗者復活枠」と称し、ザコシショウおよび、もう1人のアシスタントによるネタも読まれる場合がある。#68配信終了後、公式Twitterで募集が告知され、#74から開始。#135配信終了後、公式メッセージフォームでの募集が終了した[8]。

## 特別コーナー
以下の回で特別コーナーが行われた。
- ゲストアシスタント選考会議
  - #14、#18。リスナーから募った推薦芸人をアシスタントがプレゼンし、ザコシショウがオファーの是非を判定する。#21配信以降募集告知を行っていない[6]が、#30頃までは公式投稿フォームに「ゲストリクエスト」の項目が設けられ、引き続き応募可能となっていた。
- チョゲチョゲオーディション
  - #22、#90。「新アシスタントオーディション」という体裁で、後輩芸人に電話するゲストトークコーナー。トーク後、ザコシショウがアシスタント招聘の是非を判定する。
- ゆっくんちゃん復活応援メッセージ[18]
  - #55。#45で桐野安生とのジャンケンに負け、無理やり番組卒業を宣言させられたゆっくんちゃんへの復活希望メッセージの募集が公式メッセージフォーム上で開始され、その後何ごともなかったかのように出演したゆっくんちゃんの前で読まれた。
- ザコちゃんの思わず電話をしてしまいました
  - リスナーおよびゲスト芸人への電話コーナー。#100[19]でレギュラー放送100回を記念して初めて行われ、以降不定期に行われている。
- ゆっくん・桐野 vs だーりんず トークで面白かったのはDOTCH?
  - #127（公開録音回）。それぞれの組によるフリートークのどちらが面白かったかを、エンディングにて観客の拍手の量で競った。
- ビリビリアップダウントーク
  - #129。上記「トークで面白かったのはDOTCH?」で敗れたゆっくんちゃん・桐野安生に課された罰ゲーム企画。2人が低周波治療器をつけながらフリートークを行い、ザコシショウがつまらないと判断するごとに低周波のレベルを上げていく。前述の「どっちのチョゲチョゲSHOW!」の原型となった企画。

### SNS連動企画
チョゲチョゲアンケート!
番組公式Twitterアカウントにてアンケート機能を用いて実施された、番組や出演者の今後の方針をリスナーにたずねる公開アンケート。集計結果がその後の本編中のトークテーマとなる。これまでチャーミングじろうちゃん（チャーミング）出演回の配信後（#116・#120）にのみ行われている。

## スピンオフ配信コーナー
Season2第11回以降、本編と別ファイル（スピンオフ）による以下のいずれかのコーナーを配信している。
クイズ! ザコシの挑戦状
#11配信翌日から開始されたプレゼント企画。番組本編中のできごとからザコシショウがクイズを出題する。
アシスタントによるアフタートーク企画
時折、本編配信のアシスタントをメインパーソナリティに据えた以下のアフタートークコーナーを配信している（クイズが休止される場合と、クイズと同時に配信される場合がある）。
- 陰険桐野のジメジメトーク
  - 桐野安生によるアフタートーク。#92配信翌日から開始。第14回（#162配信翌日）から桐野がリスナーと電話でトークするコーナー内コーナー「便所虫テレフォン」が開始した。

- 松本りんすのお前俺にメール読んでもらえてうれしそうやな
  - だーりんず・松本りんすによるアフタートーク。#100配信翌日から開始。

- 本間キッドのイキり喜利
  - や団・本間キッドが大喜利の出題にひたすら回答し続けるコーナー。#104配信翌日から開始。

- チャーミングじろうちゃんのバズらなレコメンド!
  - チャーミングじろうちゃんによるアフタートーク。#106配信翌日から開始。

- SAKURAIのネタ5ミニッツ
  - SAKURAIが新ネタを披露し、ザコシショウらのダメ出しを受けるコーナー。#113配信翌日から開始。

- 虹の黄昏のMAXXXよいしょ!!!!!! お悩み相談室!!!!!!!!!!
  - 虹の黄昏がリスナーの悩み相談メッセージに答えるコーナー。#150配信翌日から開始。

- 街裏ぴんくのこの話、ヨソでやってもいいですか?
  - 街裏ぴんくによるアフタートーク。#163配信翌日から開始。

スピンオフ配信での特別企画
- ○○の前説5minutes・後説3minutes
  - 後述の公開録音イベントの配信に合わせ、開演前に行われた歴代アシスタント陣による前説・後説の様子が以下の通りスピンオフ配信された。
    - ジャック豆山の前説5minutes・後説3minutes - #127配信翌日・#179配信翌日・#180配信翌日
    - 街裏ぴんくの前説5minutes - #128配信翌日

## ゲスト

### アシスタント
Season1
- #1 - だーりんず
- #2 - 野田ちゃん、チャーミングじろうちゃん
- #3 - ゆっくんちゃん、本間キッド（や団）
- #4 - 錦鯉

Season2
※単独で複数回出演したアシスタント同士が複数組で出演した回は「その他の顔合わせ」項に別記。
- だーりんず - #5・#15・#22・#30・#33・#39・#50・#57・#78・#83・#90・#100・#108・#112・#122・#125・#131・#135・#140・#151・#159・#164・#169・#175
  - りんす、小田それぞれのピン出演は別記。

- 錦鯉 - #8・#17・#26・#67・#77
- チャーミング - #6・#13・#20・#24・#32・#38・#46・#54・#72・#84・#91・#106・#116・#120・#126・#132・#144・#154・#160・#165・#176・#182
  - 野田ちゃん、じろうちゃんそれぞれのピン出演は別記。

- 野田ちゃん、松本りんす（だーりんず） - #64・#96
- おぐ（ロビンフット）、ジャック豆山 - #23・#42・#53・#62・#70・#73
- おぐ（ロビンフット）、本間キッド（や団） - #18・#34・#48・#56・#95
- キャプテン渡辺、ジャック豆山 - #10・#58
- キャプテン渡辺、SAKURAI - #102・#113・#134
- キャプテン渡辺、本間キッド（や団） - #28・#44・#51・#69・#86・#104・#174
- ゆっくんちゃん、桐野安生 - #14・#25・#31・#35・#41・#45・#55・#60・#61・#68・#74・#80・#87・#92・#98・#105・#109・#114・#119・#124・#129・#133・#138・#143・#148・#156・#162・#167・#171・#173・#177・#181
- SAKURAI、桐野安生 - #19・#47
- AMEMIYA、ダンボール松本（ギンギラギンのギン） -#79・#107
- なだぎ武 - #81・#82・#141
- 長友光弘（響） - #11・#49・#99・#121・#152
- 虹の黄昏 - #36・#65・#75・#85・#89・#101・#111・#137・#150・#158・#166
- 街裏ぴんく - #29・#63・#103・#123・#139・#153・#163・#172
- その他の顔合わせ
  - #7 - ゆっくんちゃん、本間キッド（や団）
  - #9 - 西村瑞樹（バイきんぐ）、ウメ
  - #12 - おぐ（ロビンフット）、桐野安生
  - #16 - キャプテン渡辺、ほしのさとし
  - #21 - おぐ（ロビンフット）、ゆっくんちゃん
  - #27 - おぐ（ロビンフット）、ほしのさとし
  - #37 - ほしのさとし、ウメ
  - #40 - 松下ひもの
  - #43 - モダンタイムス
  - #52 - ハギノ・リザードマン、ムーラちゃん
  - #59 - 野田ちゃん、やす子
  - #66 - ジャック豆山、松本りんす（だーりんず）
  - #71 - 松本りんす（だーりんず）、本間キッド（や団）
  - #76 - SAKURAI、本間キッド（や団）
  - #88 - 西村瑞樹（バイきんぐ）、キャプテン渡辺
  - #93 - コウメ太夫、小田祐一郎（だーりんず）
  - #94 - にゃんこスター
  - #97 - キャプテン渡辺、アキラ100%
  - #110 - 西村瑞樹（バイきんぐ）、本間キッド（や団）
  - #115 - 本間キッド（や団）、ロングサイズ伊藤（や団）
  - #117 - 野田ちゃん、チャーミングじろうちゃん、ジャック豆山
  - #118 - おぐ（ロビンフット）、AMEMIYA、本間キッド（や団）
  - #127 - だーりんず、ゆっくんちゃん、桐野安生
  - #128 - おいでやす小田
  - #130 - 永野
  - #136 - 野田ちゃん、ジャック豆山
  - #142 - キャプテン渡辺、あぁ〜しらき
  - #145 - ですよ。
  - #146 - や団
  - #147 - 松本りんす（だーりんず）、ゆーびーむ☆
  - #149 - スーパー3助（にゃんこスター）、ほしのディスコ（パーパー）
  - #155 - 林万介（かたつむり）
  - #157 - 西村瑞樹（バイきんぐ）、ジャック豆山
  - #161 - トミタ栞
  - #168 - キャプテン渡辺、ウメ
  - #170 - おぐ（ロビンフット）、野田ちゃん
  - #178 - SAKURAI、ジャック豆山
  - #179 - なだぎ武、だーりんず、チャーミング、ゆっくんちゃん、桐野安生
  - #180 - なだぎ武、錦鯉、だーりんず、チャーミング、ゆっくんちゃん、桐野安生
  - #183 - だーりんず、ゆっくんちゃん
  - #184 - おぐ（ロビンフット）、キャプテン渡辺、SAKURAI

### コーナーゲスト
Season2
- #22 - チョゲチョゲオーディション：ふるやいなや（スーパーニュウニュウ）、野沢ダイブ禁止（虹の黄昏）、しんちゃんず
- #90 - チョゲチョゲオーディション：ロングサイズ伊藤（や団）
- #100 - ザコちゃんの思わず電話をしてしまいました：桐野安生、本間キッド（や団）
- #135 - ザコちゃんの思わず電話をしてしまいました：ゆーびーむ☆
- #140 - ザコちゃんの思わず電話をしてしまいました：野田ちゃん、ロングサイズ伊藤（や団）、コウメ太夫、チャーミングじろうちゃん、桐野安生

## 番組イベント
2022年より、ザコシショウの単独ライブ日程に合わせて、ライブ終演後の会場で本番組の公開収録が行われている。
- 2022年9月19日 - 座・高円寺2[1]
- 2023年9月17日 - 四谷区民ホール[39][40]